# إيدي بروك

إدوارد تشارلز ألان "إيدي" بروك (بالإنجليزية: Eddie Brock)‏ هو شخصية خيالية تظهر في الكتب المصورة الأمريكية التي تنشرها مارفيل كومكس. تم إنشاء الشخصية من قبل دافيد ميكليني وتود ماكفارلن، وكان ظهوره الأول ضمن سلسلة Web of Spider-Man في العدد 18 منها بتاريخ (سبتمبر 1986)، قبل أن يظهر مرة أخرى ولأول مرة في العدد 300 «ذا أمايزينغ سبايدر-مان» الصادرة بتاريخ (مايو) 1988) قبل أن يعرفه الجميع فيما بعد باعتباره شخصية «فينوم». ظهرت الشخصية منذ ذلك الحين في العديد من منشورات مارفيل كومكس، وخصصت له سلسلة خاصة بمسمى فينوم. تقمصت الشخصية دور الشرير ضد الرجل العنكبوت وأحيانا ما كان يلعب دور البطل الخارق.